# GameWorks
GameWorks est une maison d'édition de jeux de société basée à Vevey (Suisse). Fondée en 2006, elle est co-dirigée par Sébastien Pauchon et Malcolm Braff.
Depuis 2013 la société met en veille son activité, Sébastien Pauchon ayant rejoint l'équipe du studio de création ludique Space Cowboys, fondé par des anciens du groupe Asmodée.

## Jeux édités
- 2006 : Animalia, de Sébastien Pauchon, Malcolm Braff et Bruno Cathala
- 2007 : Jamaica, de Sébastien Pauchon, Malcolm Braff et Bruno Cathala - Essener Feder  2008
- 2008 : Kimaloe, de Dominique Ehrhard
- 2009 : Jaipur, de Sébastien Pauchon
- 2010 : Water Lily, de Dominique Ehrhard
- 2010 : Sobek, de Bruno Cathala
- 2010 : Tikal II, de Wolfgang Kramer et Michael Kiesling
- 2011 : Bonbons, de Marc André
- 2011 : Tschak !, de Dominique Ehrhard
- 2012 : Pix, de Laurent Escoffier et David Franck
- 2014 : Crazy Circus, de Dominique Ehrhard